# Гливице
Гливи́це (пол. Gliwice, сил. Glywicy, нем. Gleiwitz, Гла́йвиц) — город в Силезском воеводстве на юге Польши. Город на правах повята.

## История

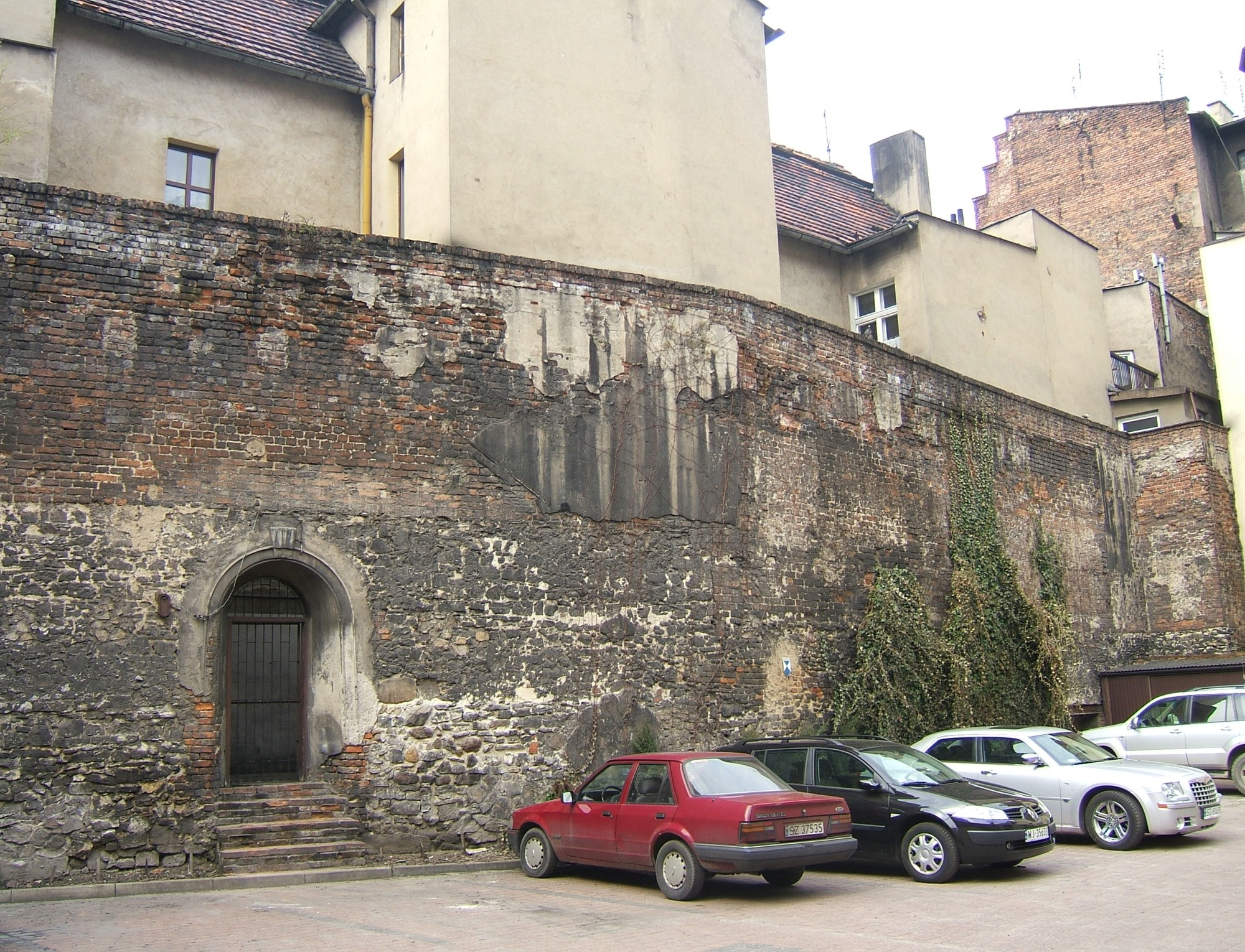
Средневековые городские стены

Первое упоминание — в 1276 году.  В 1335 году попал под протекторат Чешской короны. В 1532 году вошёл в состав Габсбургской монархии. В 1683 году польские войска прошли через Гливице, направляясь к Венской битве. В это время город посетил король польский и великий князь литовский Ян III Собеский. С 1742 года город находился на территории Пруссии, а с 1871 года в Германии под названием Глайвиц (нем. Gleiwitz).
После Первой мировой войны произошло три польских силезских восстания (1919—1921) и было проведено три плебисцита. В голосовании 20 марта 1921 года население должно было решать, хочет ли оно принадлежать к Польше или Германии. 32 029 избирателей (78,7 % голосов) высказалось за оставление в Германии, 8558 (21,0 %) — за переход в Польшу. 113 голосов (0,3 %) были признаны недействительными. Явка на выборах составила 97,0 %.
Близ этого города (расположенного на тогдашней польско-немецкой границе) предположительно германскими спецслужбами в ночь с 31 августа на 1 сентября 1939 года была осуществлена провокация, инсценировка СС нападения Польши на немецкую радиостанцию в городе Глайвиц — захват глайвицской радиостанции группой одетых в польскую военную форму людей; впоследствии это был один из эпизодов, использованных в качестве повода к вторжению войск вермахта в Польшу.
В январе 1945 года в городе насчитывалось 55 000 жителей. В марте город попал под польское управление и был переименован в Гливице. 18 марта город был включён в Силезское воеводство. В мае 1945 года в городе поселились первые поляки (в Гливице поселились в основном поляки, перемещенные из Львова и части Галиции, включенной в состав СССР, и центральной Польши). 6 августа 1945 года польские власти начали официальное изгнание местного населения в Британскую зону оккупации Германии.

## Экономика
В городе в свободной экономической зоне расположен автомобильный завод General Motors — General Motors Manufacturing Poland.

## Города-побратимы
- Ботроп, Германия (2004)
- Валансьен, Франция
- Дессау-Рослау, Германия (1992)
- Донкастер, Великобритания
- Кежмарок, Словакия
- Рэдэуци, Румыния (2002)
- Шальготарьян, Венгрия

## Культура и спорт
6 марта 2019 года Европейский вещательный союз объявил, что финал конкурса песни «Детское Евровидение — 2019» пройдёт в городе Гливице 24 ноября 2019 года на Арене Гливице.
Футбольный клуб Пяст, чемпион Польши 2019 года, находится в городе.

## Достопримечательности
- Радиомачта бывшей радиостанции

## Галерея

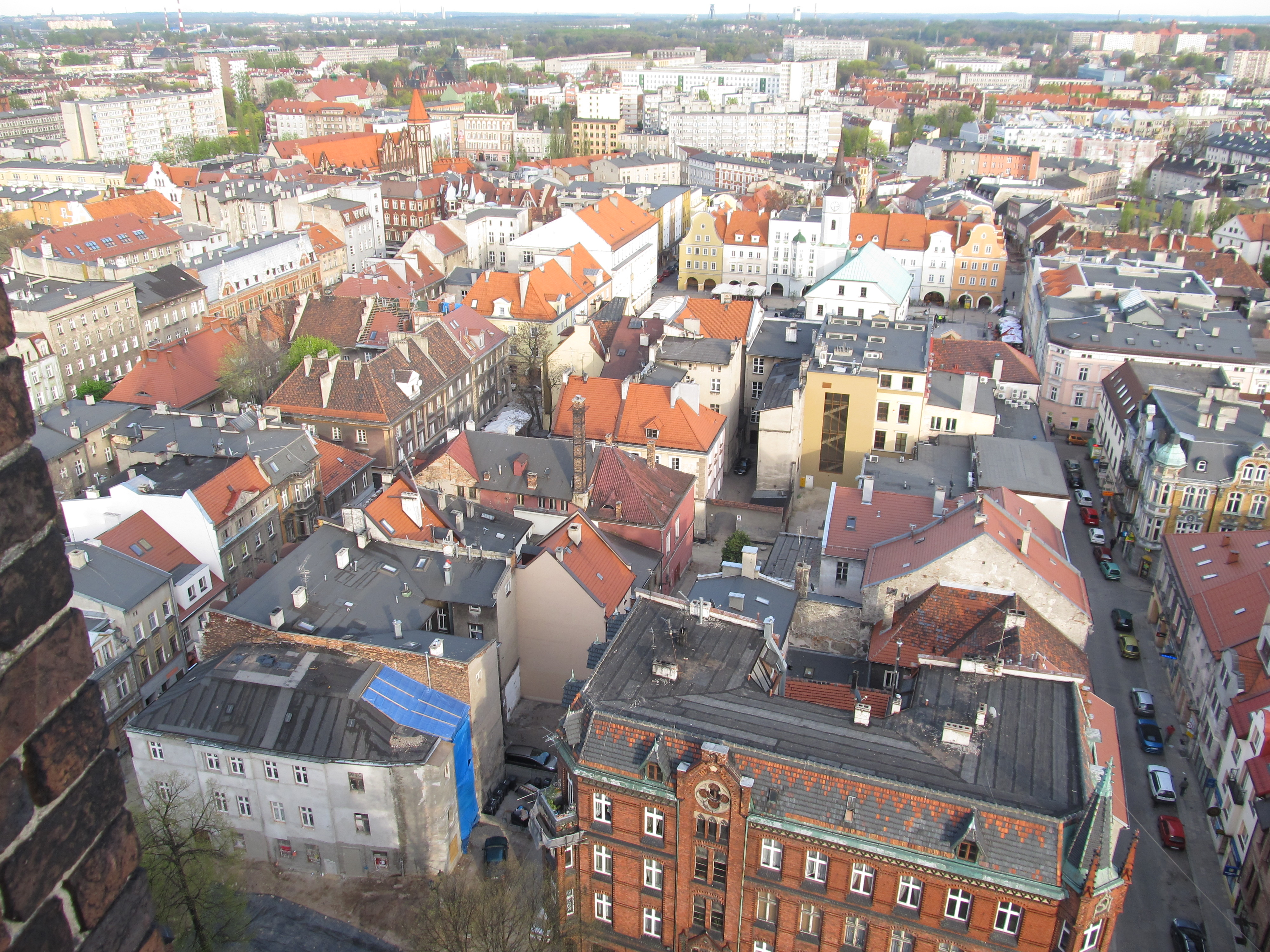
Старый город
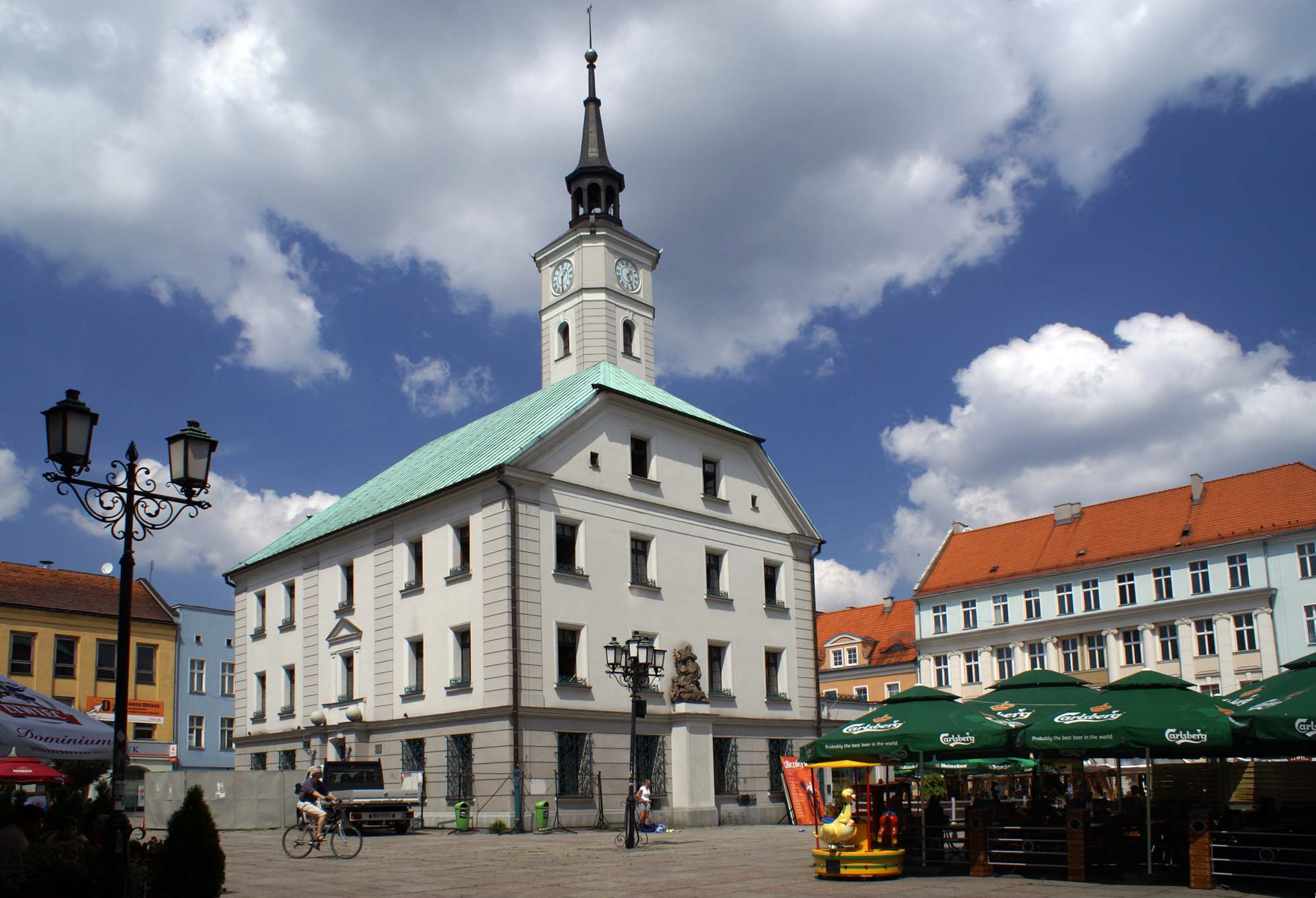
Ратуша
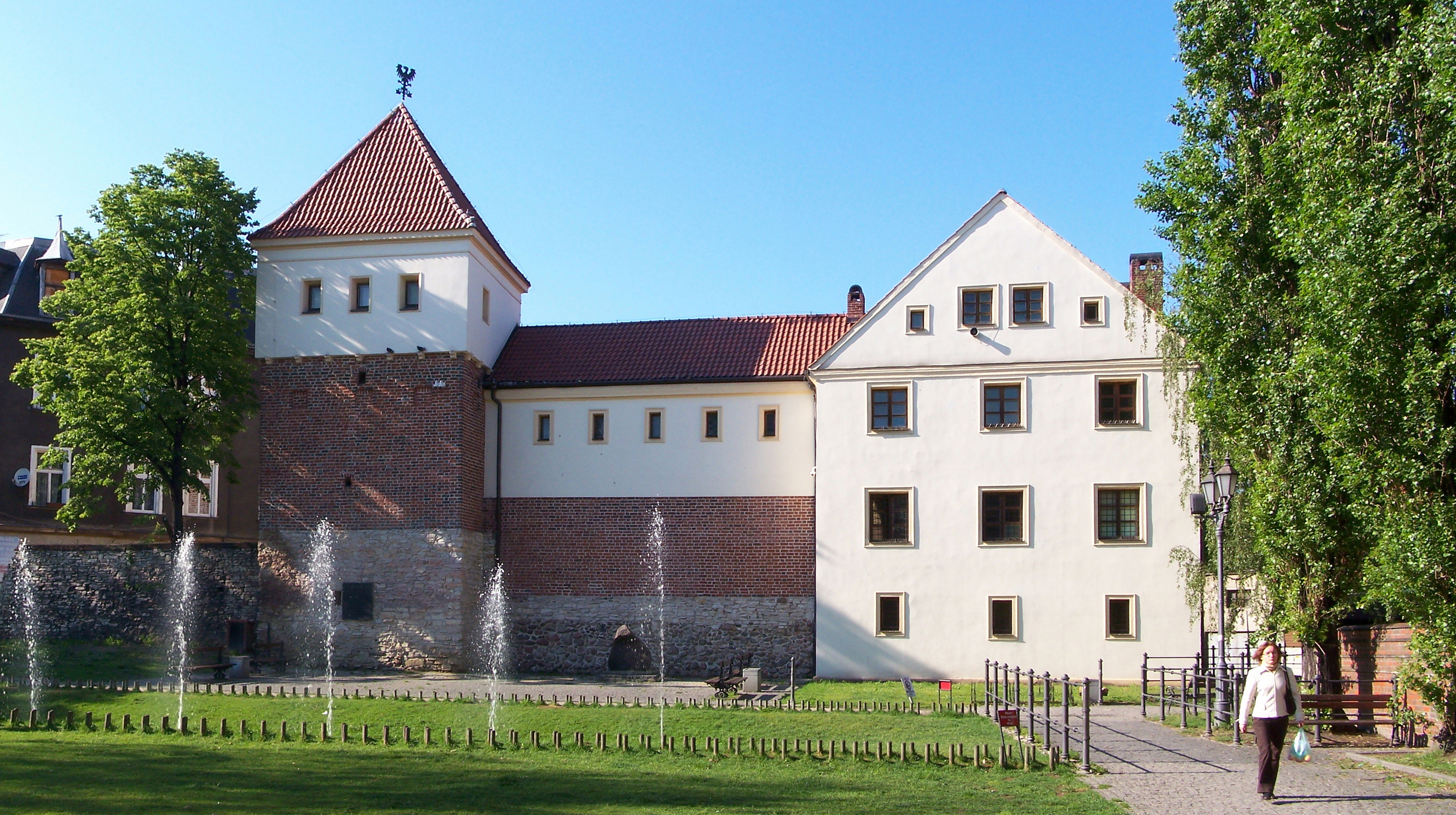
Пястовский замок
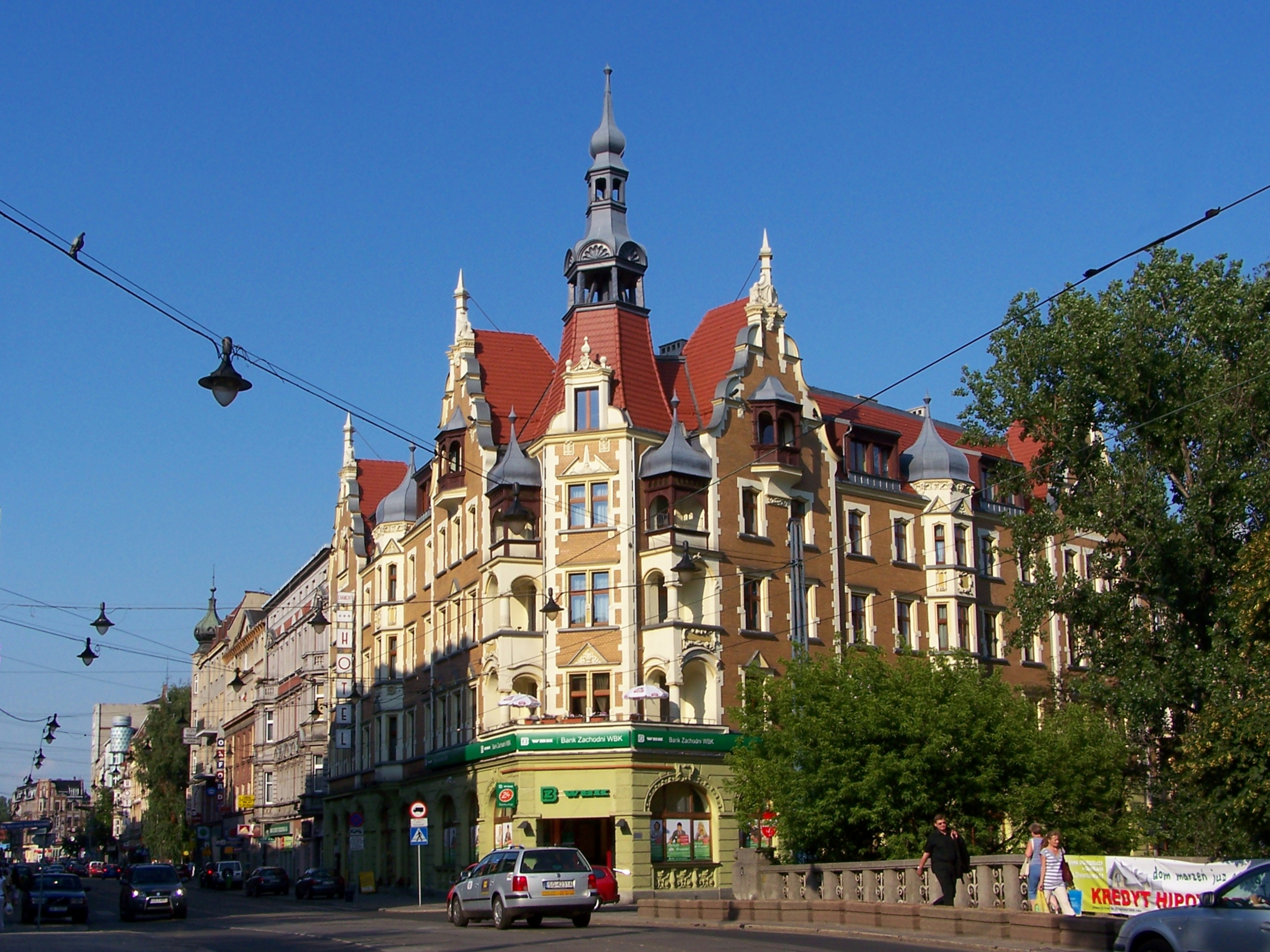
Гостиница «Diament Plaza»
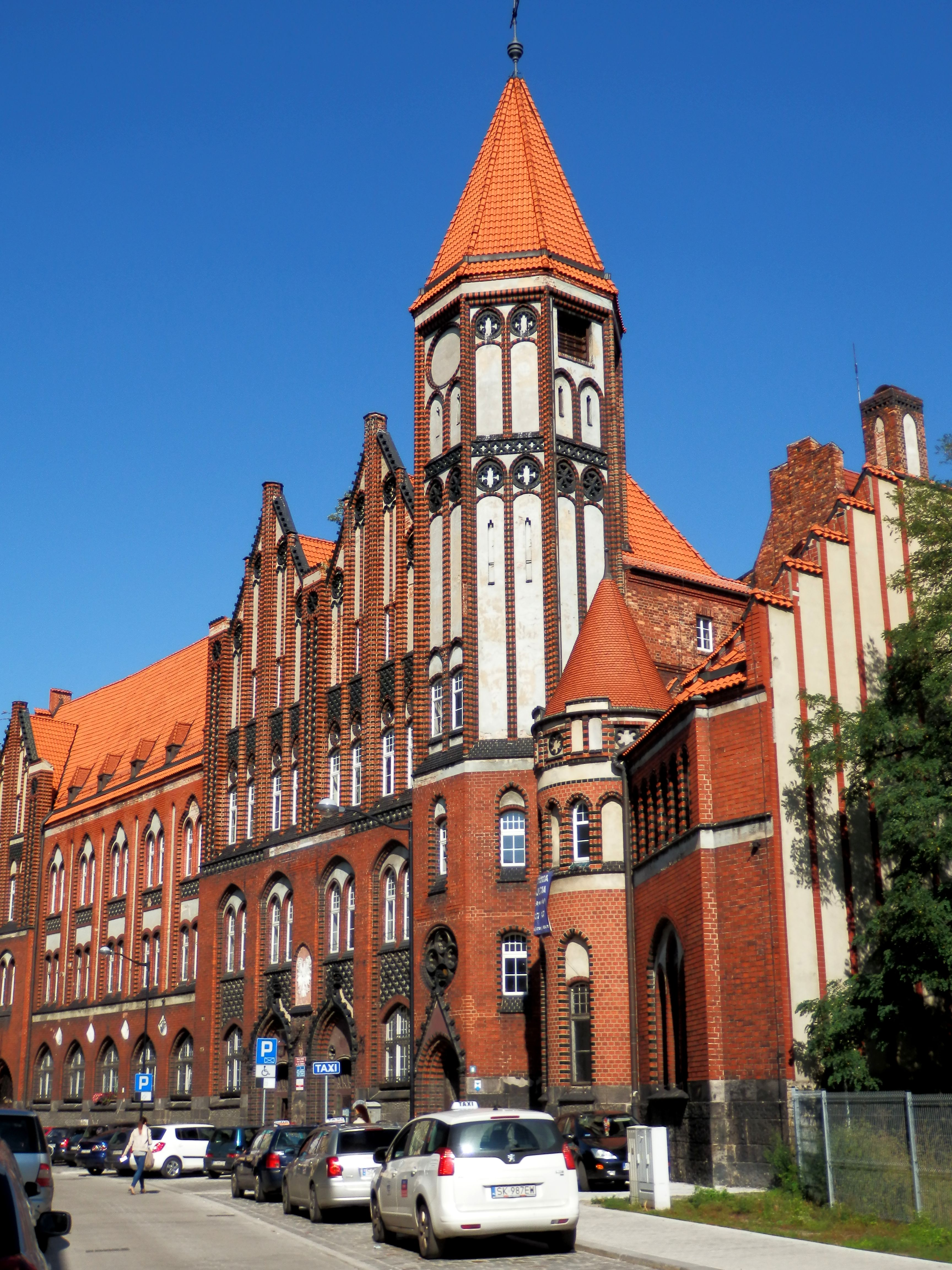
Здание почты
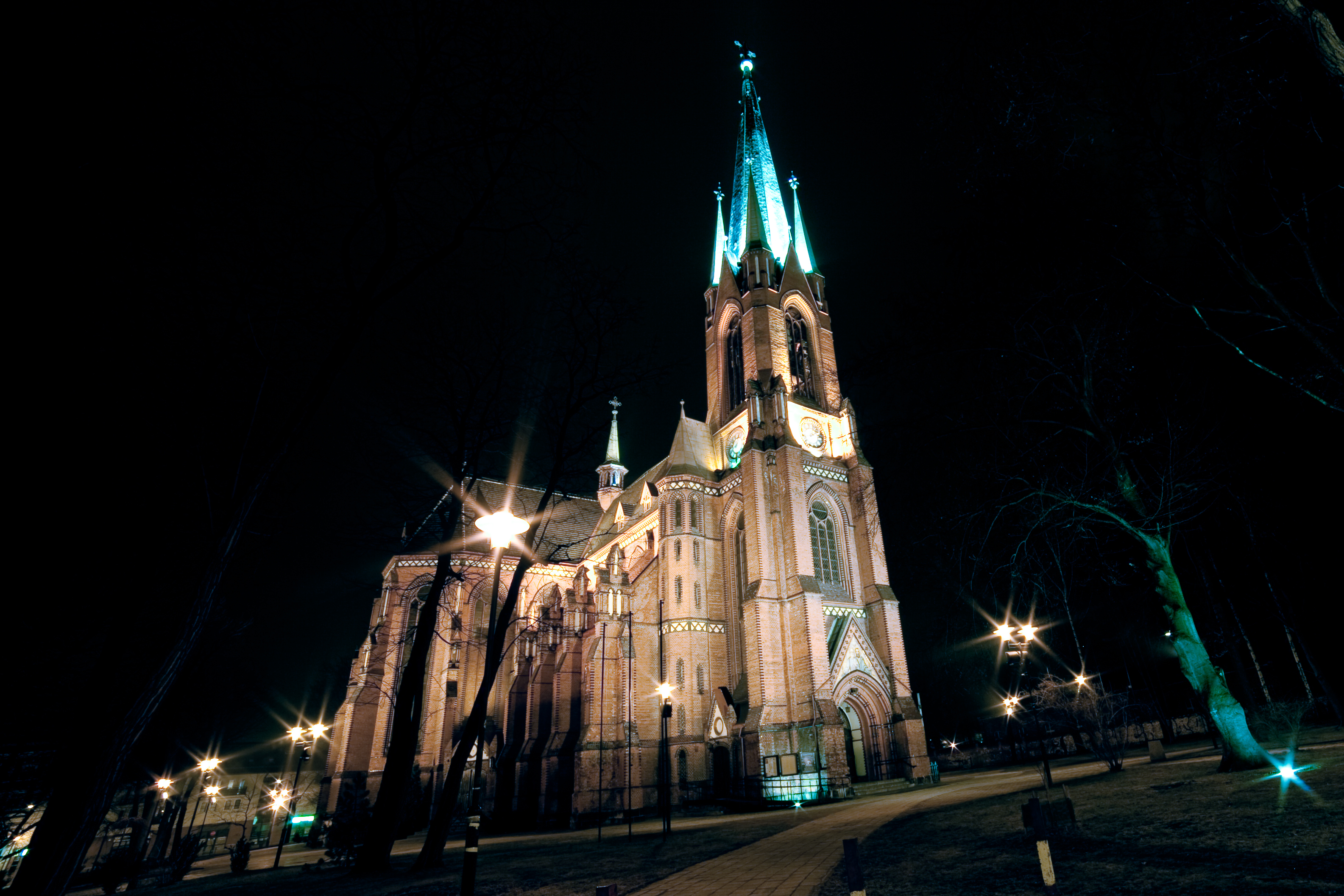
Собор Петра и Павла ночью
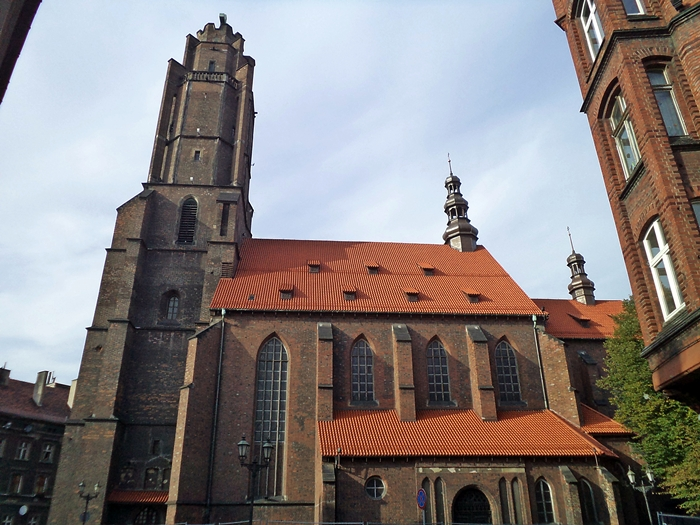
Церковь Всех святых
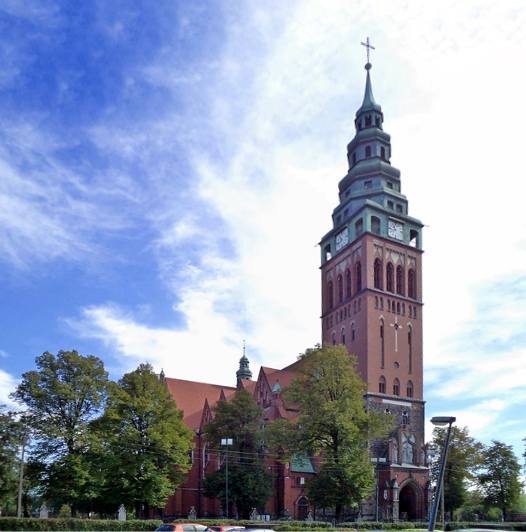
Церковь Св. Варфоломея
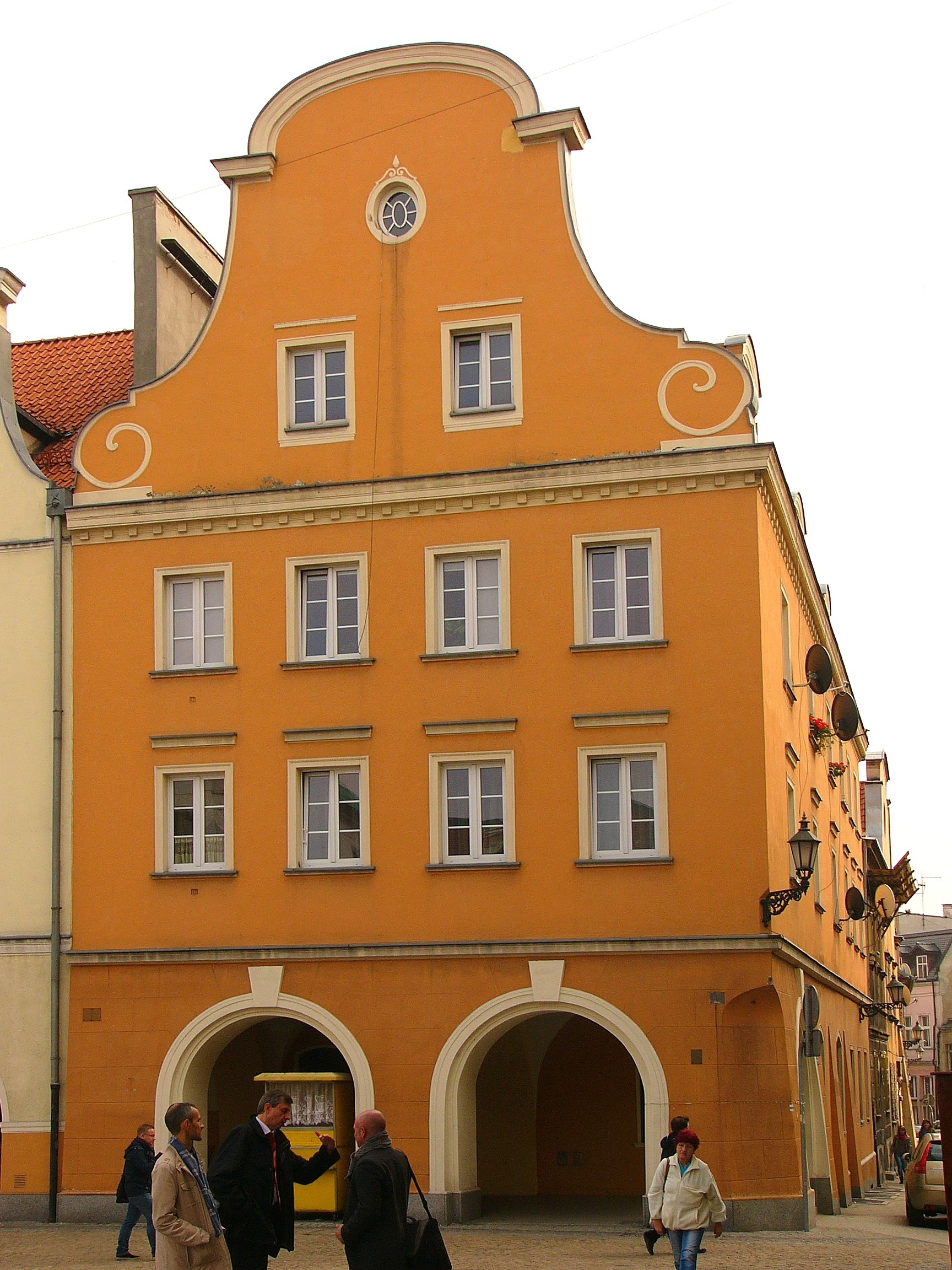
Старинное здание
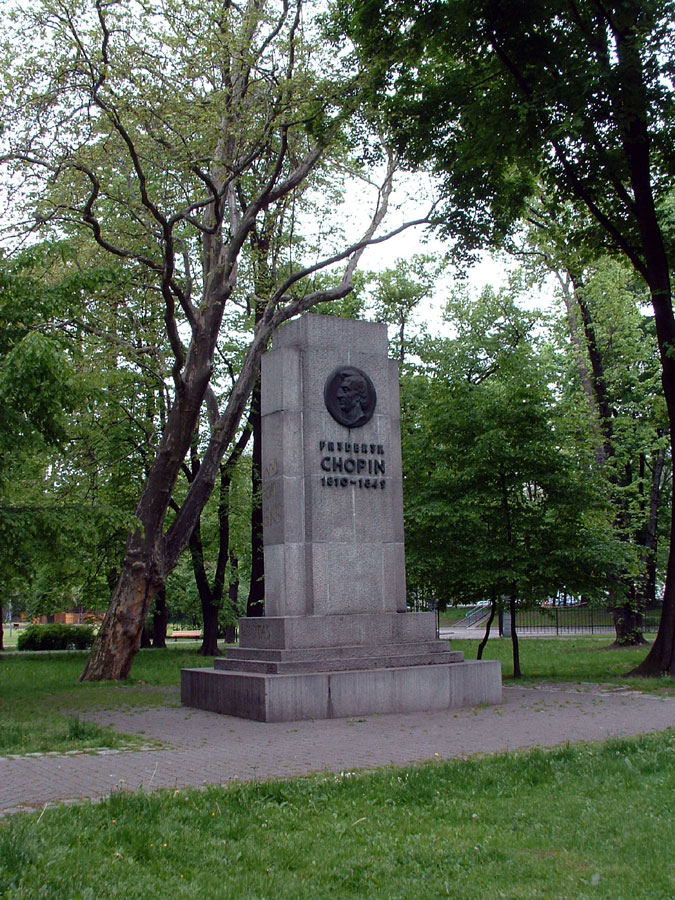
Фредерик Шопен Памятник
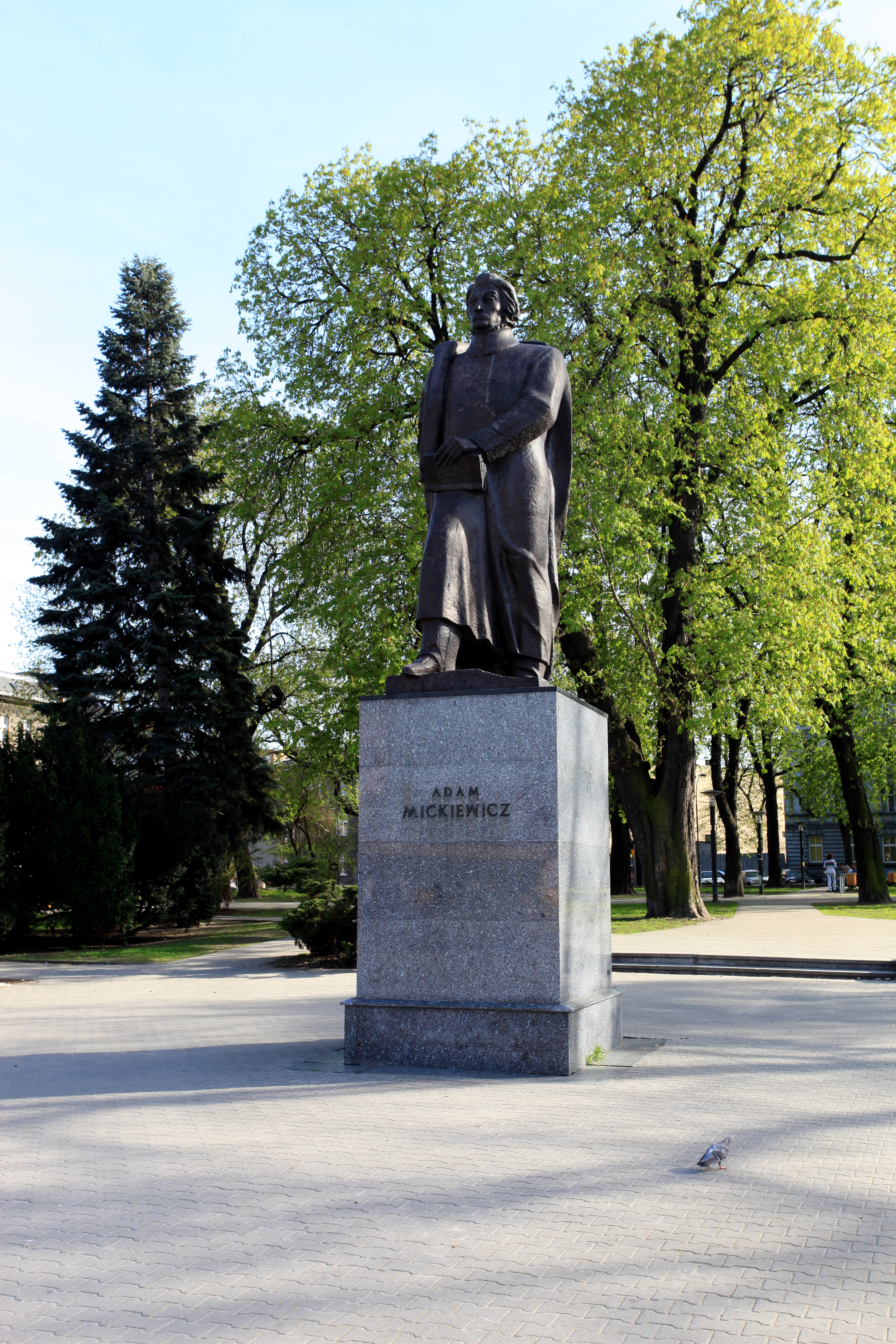
Статуя Адама Мицкевича
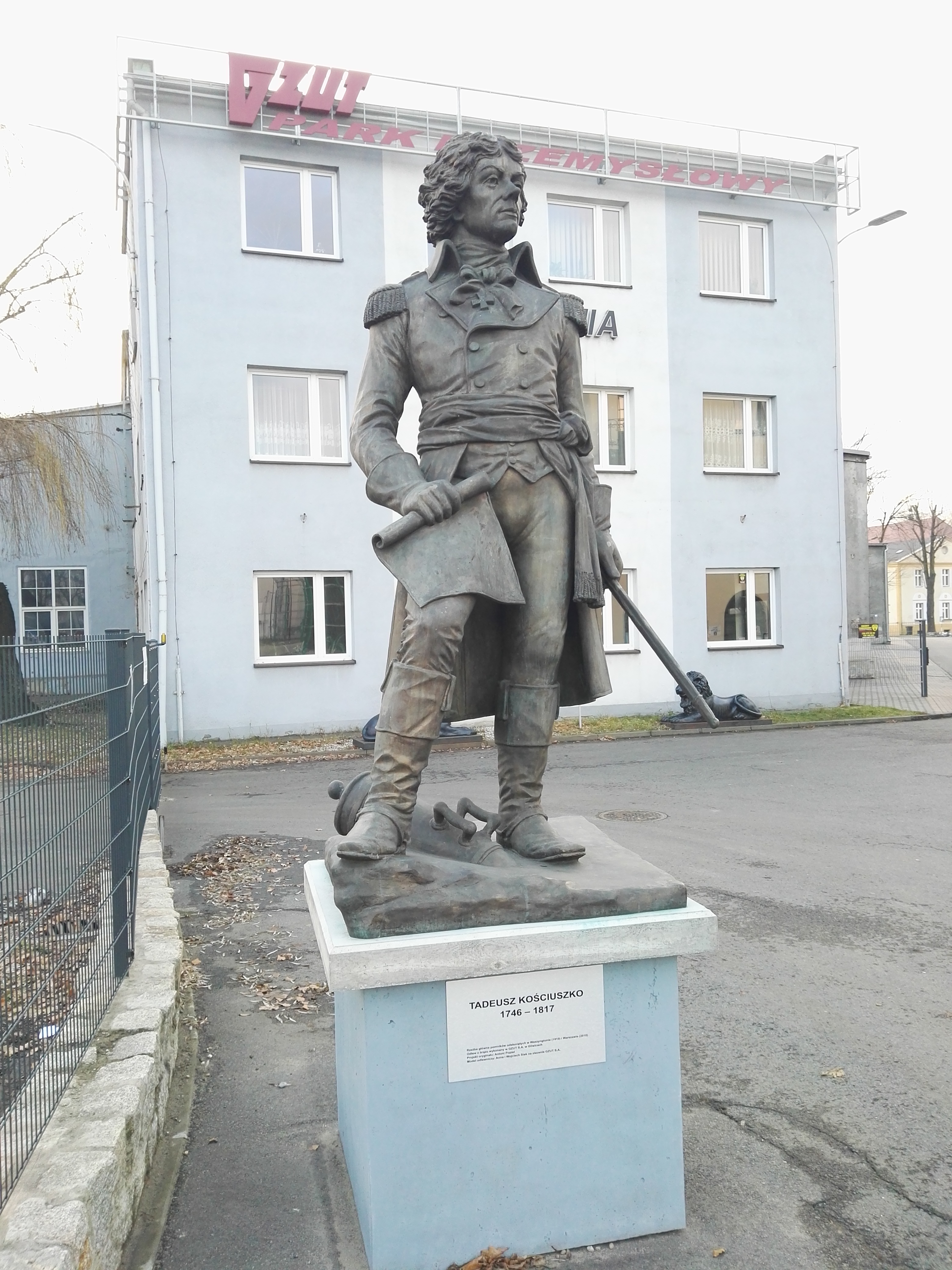
Статуя Тадеуша Костюшко
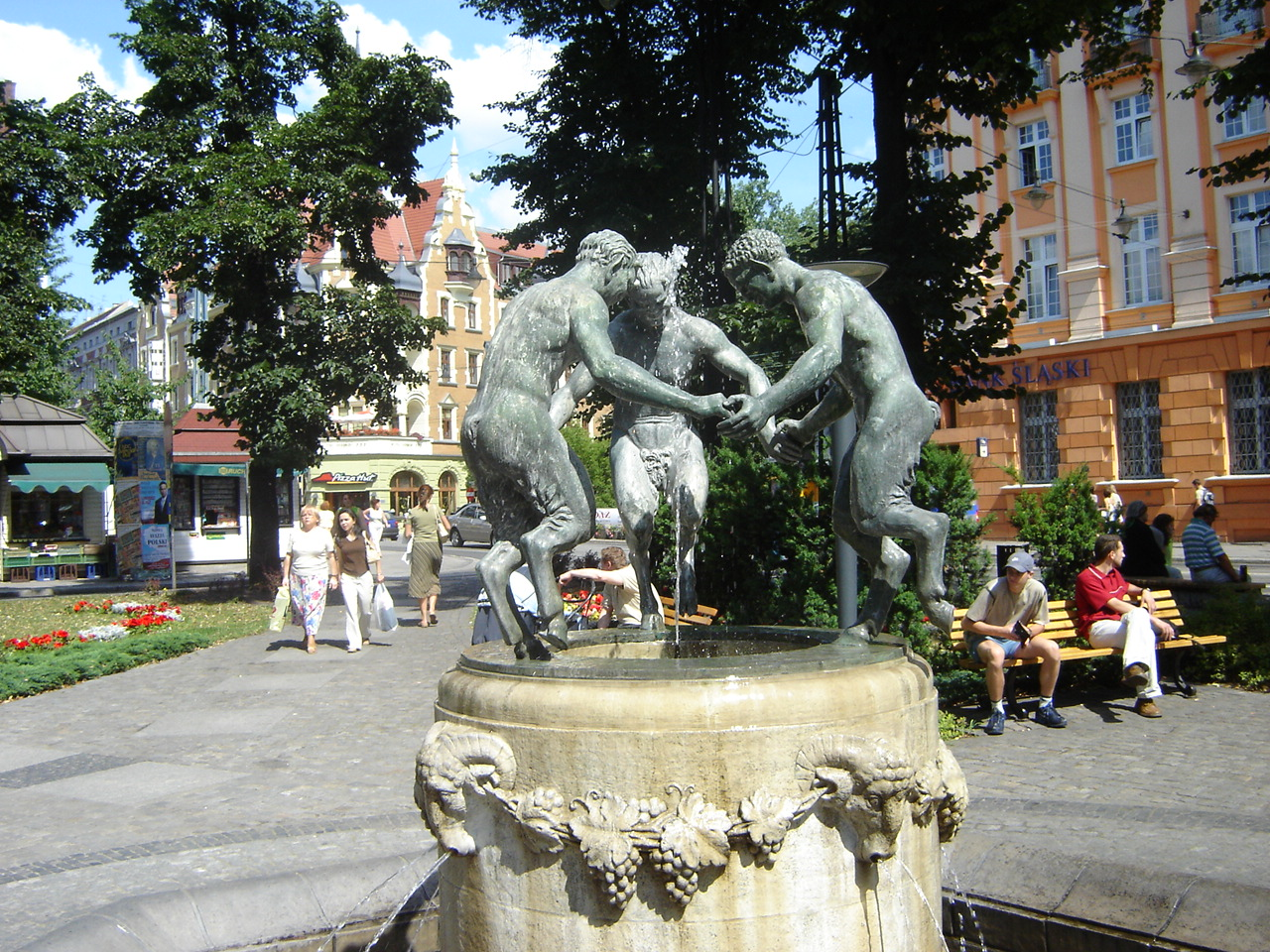
Фонтан с танцующими фавнами
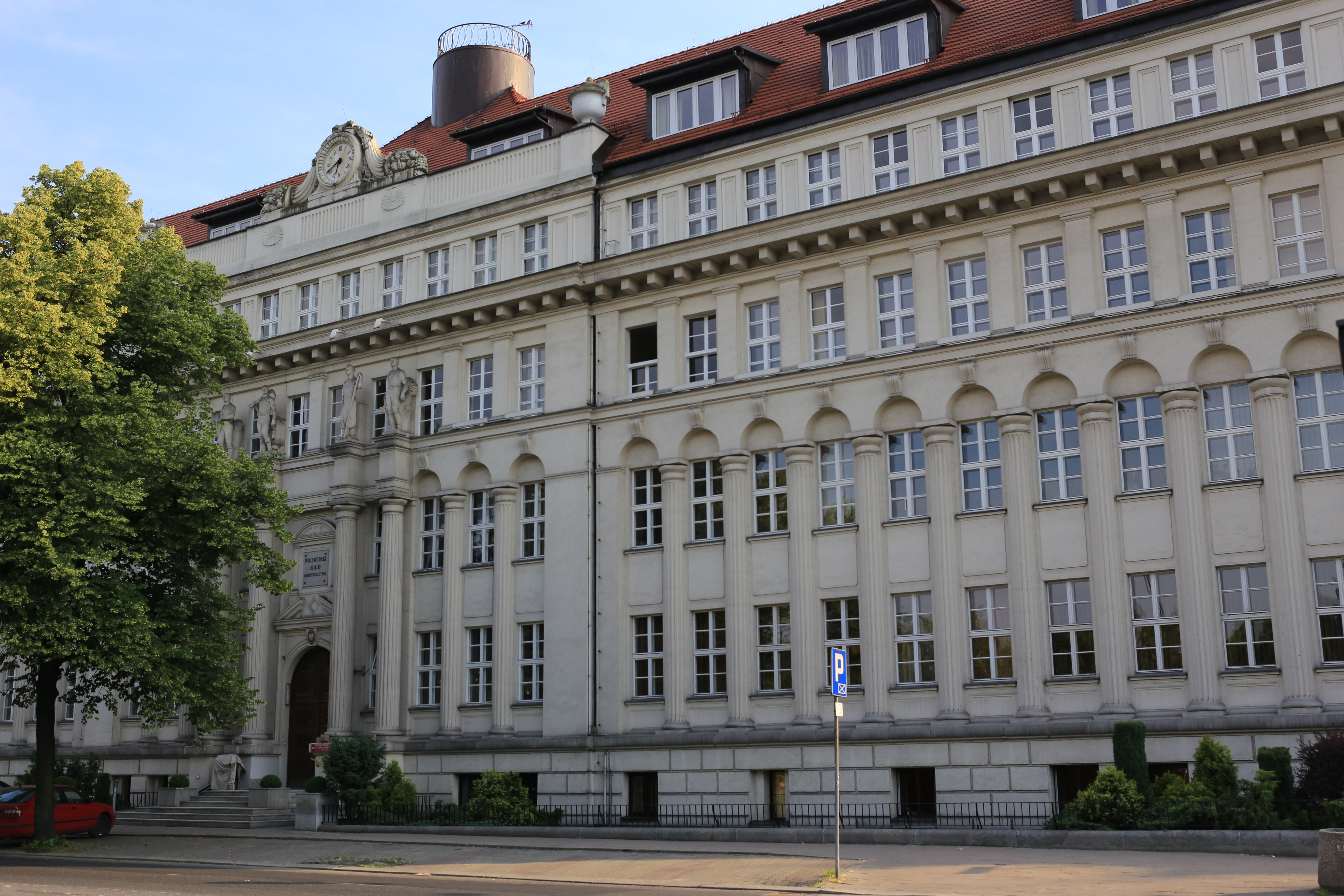
Административный суд